# Dimitrovce, Haskovo
Dimitrovce (în bulgară Димитровче) este un sat în comuna Svilengrad, regiunea Haskovo,  Bulgaria. 

## Demografie
Componența etnică a satului Dimitrovce
     Romi (16,35%)
     Bulgari (81,77%)
     Nicio identificare (1,86%)
     Altele (0%)
La recensământul din 2011, populația satului Dimitrovce era de 214 locuitori. Din punct de vedere etnic, majoritatea locuitorilor (81,77%) erau bulgari, cu o minoritate de romi (16,35%). Pentru 1,86% din locuitori nu este cunoscută apartenența etnică.